# Llorenç del Penedès
Llorenç del Penedès település Spanyolországban, Tarragona tartományban. Llorenç del Penedès Sant Jaume dels Domenys, Banyeres del Penedès és La Bisbal del Penedès községekkel határos. Lakosainak száma 2431 fő (2024).

## Népesség
A település népessége az elmúlt években az alábbi módon változott:
| Lakosok száma | 111  | 753  | 953  | 891  | 1225 | 1904 | 2185 | 2306 | 2393 | 2431 |
|               | 1717 | 1887 | 1936 | 1960 | 1986 | 2004 | 2009 | 2014 | 2019 | 2024 |